# Microparasellus hellenicus
Microparasellus hellenicus is een pissebed uit de familie Microparasellidae. De wetenschappelijke naam van de soort is voor het eerst geldig gepubliceerd in 1979 door Argano & Pesce.